# ميليسا (مغنية)
ميليسا (1 فبراير 1982 -)مغنية لبنانية.

## حياتها ومشوارها الفني
اسمها الحقيقي ميريام شهاب ولدت في برعشيت،جنوب لبنان ، بدأت مشوارها عام 2006 حين ساعدها المنتج جان صليبا الذي ساهم بشهرة أمل حجازي واليسا في اطلاق أول أغنية لها «ليل يا ليل» عام 2009 انفصلت بعد انتهاء العقد بينهما،انتقدت في بداية مشوارها واتهمت بتقليد اليسا، وبأن جان صليبا دعمها لكي تحاربها

### حياتها الأسرية
تزوجت من ضابط سوري اسمه «بشار المصري» لكنها تركته بعد خلافات نشأت بينهما وبين أخوها ضيف الله شهاب لرغبتها دخول الفن وصلت بهم إلى القضاء

## ألبومات
| الألبوم       | المنتج    | العام |
| ------------- | --------- | ----- |
| بدي منك       | عالم الفن | 2006  |
| مفكر حالك مين | روتانا    | 2011  |
| من مين خايف   | ميلودي    | 2013  |

## فيديو كليب
| الأغنية                     | المخرج        |
| --------------------------- | ------------- |
| ليالي عمري                  | جاد شويري     |
| مصرية                       | وليد ناصيف    |
| جزيرة الحب                  | وليد ناصيف    |
| مفكر حالك مين               |               |
| لو بتكون                    | فادي حداد     |
| حلفنالك                     | وليد ناصيف    |
| ياللي ناسيني بمشاركة إيكون  | وليد ناصيف    |
| عشقتك                       | ميرنا خياط    |
| حبيبي مع بمشاركة دكتور آلبن |               |
| نانن ناننا                  | Fabien Dufils |
| كام سنة                     | ميرنا خياط    |
| ليل يا ليل                  | ميرنا خياط    |

## روابط خارجية
- ميليسا على موقع ميوزك برينز (الإنجليزية)
- ميليسا على موقع ديسكوغز (الإنجليزية)
- ميليسا على موقع ديسكوغز (الإنجليزية)